# كتيبة شهداء أبو سليم
كتيبة شهداء أبو سليم ميليشيا إسلامية تطالب بتطبيق الشريعة إسلامية في درنة، ليبيا. الجماعة تشتهر بإنفاذ القواعد الاجتماعية الصارمة.

## خلفية
أُنشئت كتيبة شهداء أبو سليم من عضو الجماعة الليبية المقاتلة السابق عبد الحكيم الحصادي. في أعقاب الحرب الأهلية الليبية، قاد الكتيبة سالم دربي.
في سنة 2014 م، قامت الدولة الإسلامية في ليبيا بالسيطرة على أجزاء واسعة من درنة. وقت اشتباكات كثير ما بين كتيبة أبو سليم والدولة الإسلامية في الأشهر التالية في نزاع على السلطة والموارد بالمدينة. قتل سالم دربي في قتال مع مقاتلي تنظيم الدولة الإسلامية يونيو 2015.